# Zentrales Mineralbad Sofia

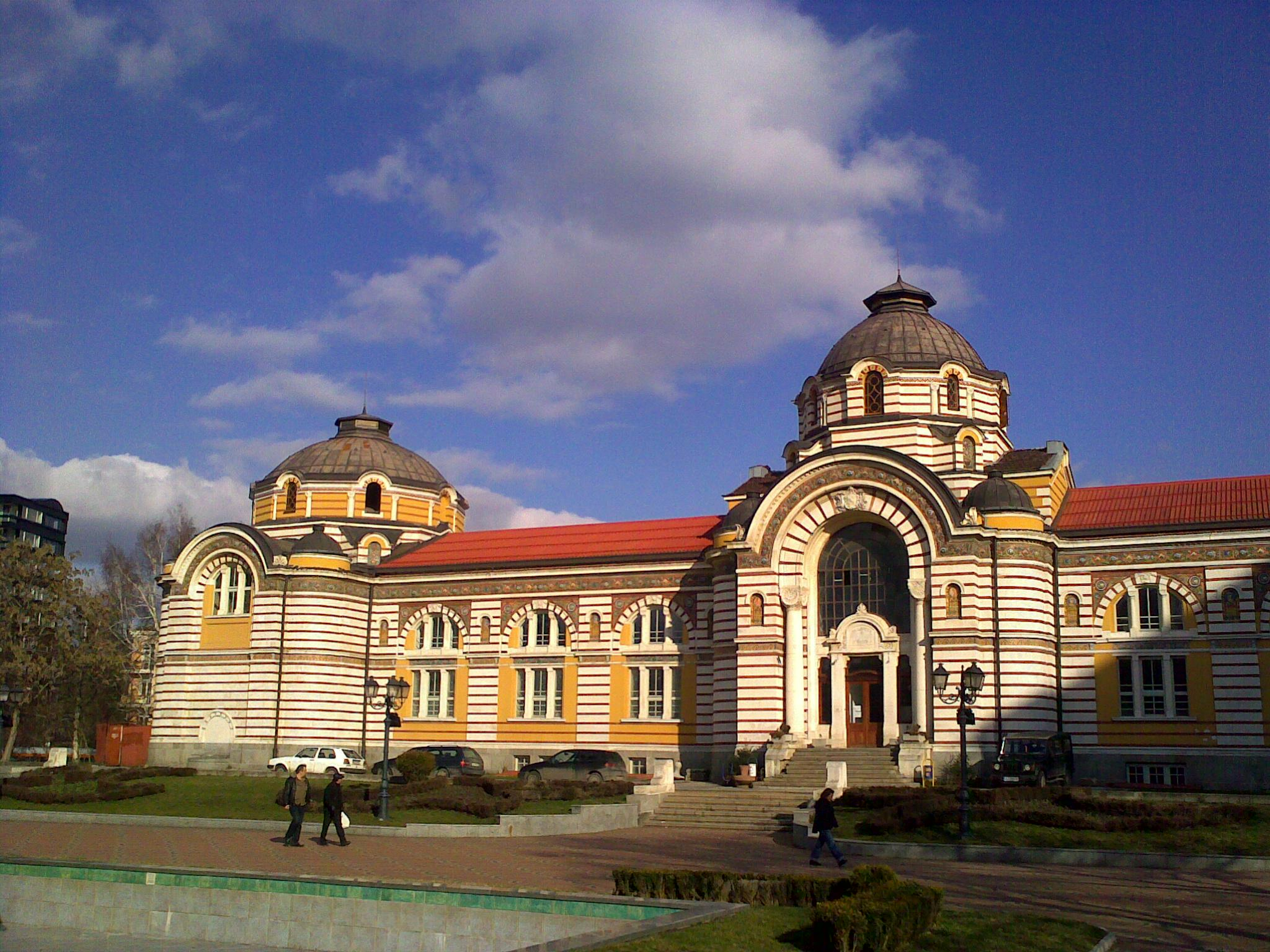
Das Zentrale Mineralbad Sofia

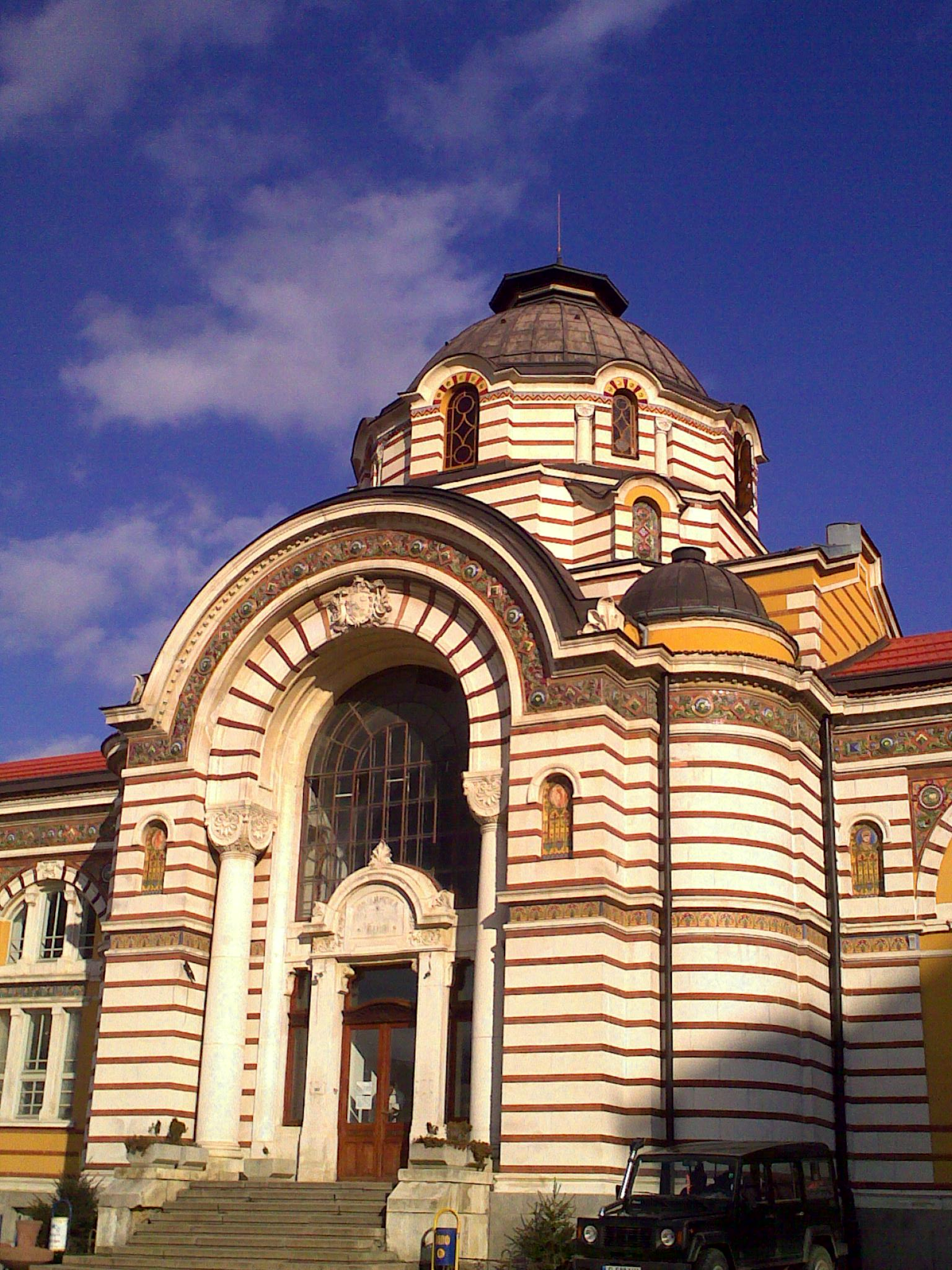
Der Haupteingang

Das Gebäude des früheren Zentralen Mineralbades Sofia (bulgarisch Централна минерална баня Zentralna mineralna banja) oder Sofioter städtisches Mineralbad (Софийска градска минерална баня/Sofijska gradska mineralna banja) beherbergte von 1913 bis 1988 ein Schwimmbad und Thermalbad im Zentrum der bulgarischen Hauptstadt Sofia. Die letzte Inschrift über dem Haupteingang lautete „Gemeinde-Mineralbad“ (bulg. Общинска минерална баня/Obschtinska mineralna banja), umgangssprachlich wird auch die Pluralform verwendet – Zentrale Mineralbäder (bulg. Централни минерални бани/Zentralni mineralni bani). Seit September 2015 beherbergt das Gebäude das Museum der Geschichte von Sofia.
Das Zentralbad liegt mitten im Zentrum von Sofia, im Rayon Oborischte (bulg. Оборище). Es bildet zusammen mit der benachbarten Banja-Baschi-Moschee, der Zentralmarkthalle von Sofia und der Sofioter Synagoge ein historisch wertvolles architektonisches Ensemble, das das Zentrum des historischen Sofia prägt. 1998 wurde das Gebäude des ehemaligen Zentralbades und der davor liegende Bad-Platz in die bulgarische Liste der Kulturdenkmäler von nationaler Bedeutung aufgenommen.
Vor dem Bad, dessen 80 m lange Frontseite mit dem Haupteingang nach Westen zeigt, liegt der Bad-Platz (siehe unten; bulg. площад Бански/Ploschtad Banski), auch „Platz vor dem Zentralbad“ (bulg. Площад пред централната баня) genannt – ein kleiner Park, der die Verbindung zum Boulevard Knjaginja Maria Luisa bildet. Das Zentralbad wird von drei weiteren Straßen begrenzt: auf der Rückseite (im Osten) von der Serdika Straße, im Süden (beim Blick auf den Haupteingang: auf der rechten Seite) von der Triadiza Straße und im Norden (beim Blick auf den Haupteingang: auf der linken Seite) von der Exarch-Josif-Straße.

## Geschichte
Badehäuser waren früher eine Kulturinstitution, deren Tradition bis zu den römischen Thermen zurückreicht. An dieser Stelle im Zentrum von Sofia, wo seit der Römerzeit eine 46 °C warme Thermalquelle entspringt, stand bereits seit mindestens dem 16. Jahrhundert ein öffentliches, türkisches Bad (Hamam oder Orientalisches Bad), welches unmittelbar an die Moschee grenzte. Vor dem Bau des Zentralen Mineralbades 1913 war dieses alte türkische Bad bereits stark verfallen.
Nach diesem alten, viel kleineren türkischen Bad, das noch näher an der Moschee stand, als das heutige Zentralbad, war auch die Banja-Baschi-Moschee benannt. Banja-Baschi heißt „vor dem Bad“, weshalb der Name der Moschee auch als Bädermoschee übersetzt wird.
Während der osmanischen Herrschaft wurden in Sofia an den zahlreichen Austrittsstellen der Mineralquellen Hammāms errichtet. Eines der bekanntesten „Orientalischen Bäder“ wurde im 16. Jahrhundert direkt an die Banja-Baschi-Moschee angebaut. Davon berichten auch Reisende in ihren Reiseberichten. Während des Besuches des österreichischen Reisenden Hans Dernschwam (1494–1568), der Sofia 1553 und 1555 besuchte, notierte er die Existenz eines großen Bades und zweier kleinerer Bäder auf beiden Seiten der Stadt. Dernschwam beschrieb das Bad ausführlich.
Wegen der wachsenden Bevölkerung reichten die alten Hammāms nicht mehr aus, so dass 1881, drei Jahre nach dem Ende der osmanischen Herrschaft 1878, im Sofioter Stadtrat die Erweiterung oder der Umbau des alten „Orientalischen Bades“ an der Moschee erörtert wurde.
Der neue Anbau wurde „Kleines Bad“ (bulg. Малка баня) genannt. Er hatte einen Eingang zur Exarch Josif Straße und verfügte über 50 Plätze in zwei Reihen, ein Russisches Bad (Banja), Wannenbäder für Kranke und eine Wäscherei. Es gab Einrichtungen in verschiedenen Klassen: erste bis dritte Klasse. Erstmals wurde ein Eintrittsgeld für die Benutzung des Bades genommen.
Der Anbau an das alte Hammām löste jedoch das Platzproblem nicht grundlegend, weshalb 1906 mit dem Bau eines neuen Mineralbades begonnen wurde, dem heute bestehenden Gebäude des Zentralbades. In die Zeit des Baus des Zentralbades 1913 fiel auch der Bau weiterer architektonisch wichtiger Gebäude in Sofia: zwei Jahre zuvor war die gegenüberliegende Zentralmarkthalle (1911) eröffnet worden. Bereits unmittelbar nach der Unabhängigkeit Bulgariens vom Osmanischen Reich war 1879 das Alexandrowska Krankenhaus (Александровска болница) gebaut worden, 1884 das Parlamentsgebäude (Народно събрание/Narodno Sabranie), 1885 das Kriegsministerium (Военно министерство), 1907 das Volkstheater „Iwan Wasow“ (Народен театър „Иван Вазов“), 1907 der Militärklub (Военен клуб; heute der Zentrale Militärklub), 1908 der Synodalpalast (Синодална палата), 1912 die Alexander-Newski-Kathedrale (Храм-паметник Свети Александър Невски) und 1913 – im Jahr der Fertigstellung des Zentralbades – wurde auch der Bau der Russischen Kirche (Руска църква) abgeschlossen. Um 1900 bis 1920 hatte der Baustil der Wiener Secession auch einen Einfluss auf den Baustil in Sofia. Viele öffentliche Gebäude in Sofia sind in diesem Stil errichtet: der Königspalast in Sofia, das Universitätsgebäude (das Hauptgebäude der Universität Sofia), die Kunstakademie, der Militärklub, die Zentralmarkthalle, ebenso zahlreiche repräsentative Privatbauten: die Villen von Dimitar Jablanski (Димитър Яблански; Boulevard Zar Oswoboditel Nr. 18; bis 1991 chinesische Botschaft, heute leerstehend) und Charalambi Sarmadschiew (Хараламби Сърмаджиев; Boulevard Zar Oswoboditel Nr. 19; heute: Residenz des türkischen Botschafters in Bulgarien), die Alfabank bei der Narodno Sabranie, viele Häuser zwischen den Straßen Wassil Lewski, Sliwniza, Moskowska, Opaltschenska und Positano.
In früheren Zeiten, vor dem Zweiten Weltkrieg, war das Gebäude der Mittelpunkt des städtischen Lebens in Sofia und die Sofioter zogen an den Wochenenden mit der ganzen Familie und einem über die Schulter geworfenem Bündel schmutziger Wäsche, zum Zentralbad. Die Reichen ließen ihre Schmutzwäsche von den Dienern tragen. Sie nahmen Essen für den ganzen Tag mit, den sie im Zentralbad verbrachten. Auch einen Kaffee konnte man sich dort bestellen. Der Besuch des Bades wurde zum Lieblingsritual der Hauptstädter.
Auch die aus türkischen Bädern bekannten Tellak (oder Telektschi; die Umschreibung mit Badewärter, Bademeister oder Masseur trifft seine Funktion nur unzureichend; bulg. теляк) waren bis zum Schluss im Zentralbad zu finden. Wer ein entsprechendes zusätzliches Ticket löste, konnte sich von ihnen einseifen und abrubbeln lassen. Da die Leute nur einmal in der Woche badeten, musste der Tellak ihre Haut kräftig „abschleifen“, es handelt sich nicht nur um ein einfaches Einseifen oder Massieren.
Bei der Bombardierung von Sofia (10. Januar und 30. März 1944) während des Zweiten Weltkrieges wurde der Nordflügel des Zentralbades beschädigt. Das Gebäude wurde jedoch zügig wieder repariert und einige Jahre später vollständig wiederhergestellt.
Ursprünglich war das Zentralbad als balneologisches Heilbad konzipiert. Die hygienischen Anforderungen der Stadt machten jedoch bald eine Umwandlung in eine Badeanstalt erforderlich. In der Zeit des Bestehens des Zentralbades von 1913 bis 1986 hat sich die Bevölkerung von Sofia verzehnfacht – von ca. 100.000 auf 1 Million Einwohner. Als die städtischen Bäder Ende der 1960er Jahre nicht mehr zwingend benötigt wurden, da die Häuser allmählich an die Warmwasserversorgung angeschlossen wurden, begann auch der langsame, fortschreitende Verfall des Zentralbades. Zeitweise wurde das Zentralbad auch noch zum Waschen der Wäsche benutzt. Kleinere Teilreparaturen im Zentralbad wurden nochmals in den 1970er Jahren durchgeführt. In der sozialistischen Epoche Bulgariens hatte die Erhaltung des Zentralbades keine Priorität bei den Machthabern. Das Gebäude wurde nicht instand gehalten und verfiel allmählich. 1986 wurde beschlossen, das Zentralbad zu schließen, und das Gebäude verfiel danach sichtbar.

## Museum für die Stadtgeschichte Sofias
Das Zentralbad war bis 1986 in Betrieb. Danach wurde es wegen seines schlechten baulichen Zustandes geschlossen, das Dach drohte einzustürzen. Von 1988 bis 1990 wurden die drei Kuppeln (Haupteingang, Nordflügel, Südflügel) mit einem Kupferdach neu eingedeckt. Das Buntmetall wurde jedoch Stück für Stück gestohlen, um es in den Wendewirren als Altmetall zu verkaufen. Obdachlose verursachten 1992 ein Feuer im Gebäude. 1993 wurde die benötigte Summe für die Reparaturen auf 12 Millionen US-Dollar geschätzt. 12 Monate lang wurde erfolglos nach einem privaten Investor gesucht, der das Bad mit einer Konzession 50 bis 70 Jahre betreiben sollte. 1998 wurde vom Oberbürgermeister Stefan Sofijanski auch die Nutzung des Gebäudes als repräsentatives Gebäude für das Rathaus ins Gespräch gebracht, was jedoch auf allgemeine Ablehnung stieß.
Im April 1998 schuf er das städtische Unternehmen „Altes Sofia“ („Стара София“/Stara Sofia) mit einem Museum zur Stadtgeschichte von Sofia. Das Zentralbad soll zum ständigen Ausstellungsgebäude des Museums werden. Seit Ende 2004 begann die vollständige Rekonstruktion des Gebäudes, im Rahmen des Generalplanes „Schönes Sofia“ (bulg. „Красива София“/Krasiwa Sofia).
Seit vielen Jahren wird das Gebäude des Zentralbades umgebaut, um danach im Zentralflügel auf 7000 m² das Sofioter Historische Museum (Beschluss von 1998) und im Nordflügel (sowie Ostflügel und zwei Innenhöfen) ein balneologisches Zentrum (Spa) zu beherbergen. Der eigentliche Umbau begann erst 2004. Im September 2015 wurde das Gebäude als Museum der Geschichte der Stadt Sofia wiedereröffnet.

## Architektur
Die Idee und die ersten Entwürfe zum Bau des neuen Zentralbades stammten vom österreichischen Architekten Friedrich Grünanger (1856–1929). Letztlich gebaut wurde das Bad aber dann nach den Entwürfen der beiden jungen bulgarischen Architekten Petko Momtschilow und Jurdan Milanow Popow. Die Entwürfe von Friedrich Grünanger und Petko Momtschilow aus den Jahren 1904 bis 1905 wurden am 30. Januar 1906 angenommen. Hingegen waren frühere Entwürfe eines österreichischen (1883; Emil Förster) und eines französischen (1901) Architekten abgelehnt worden. Der Rohbau wurde 1908 fertiggestellt. Das Bad wurde am 13. Mai 1913 feierlich eröffnet. Das Gebäude war jedoch erst nach zwei weiteren Jahren fertiggestellt. Zu dieser Zeit war es ein wichtiges öffentliches Gebäude in Sofia. Erbaut war es aus dem damals noch neuen Baumaterial Stahlbeton.
Außer dem Haupteingang hatte das Gebäude zwei Seiteneingänge. Sowohl der Haupteingang, als auch die beiden Seitenflügel tragen je ein Kuppeldach.
Das Bad wurde im Baustil der Secession erbaut, jedoch mit typisch bulgarischen, byzantinischen und östlich-orthodoxen ornamentalen Elementen. Die Fassade wurde aus dekorativen Steinplatten und bunten Keramikfliesen aus Majolika-Keramik modelliert. Die Keramikdekoration (Mosaikfliesen) für das Gebäude wurden von den Künstlern Charalampi Tatschew (bulg. Харалампи Тачев) und Stefan Dimitrow (bulg. Стефан Димитров) entworfen und angefertigt, beide waren Professoren an der Zeichenschule. Mit der bemalten Keramik wurde die Kunsttradition der Architekturschulen von Tarnowo (Schule von Tarnowo) und von Nessebar fortgesetzt, die auf das 12. bis 14. Jahrhunderts zurückgehen. Wegen dieser Keramik wird das Zentralbad mit der Geburt einer neuen Strömung in der bulgarischen Architektur, dem „Nationalen Romantizismus“, in Verbindung gebracht. Der Baustil wird auch als Neobyzantinische Architektur oder „nationaler Baustil“ bezeichnet.
Neuartig war die abwechselnde Anordnung von Farbstreifen und dekorativen Motiven mit Abbildungen der Heiligen Sofia (Heilige Sophia).
Das Gebäude besteht aus Keller, Parterre und Galerie. Die Einflüsse der Wiener Secession sind besonders im Inneren zu sehen. Das Zentralbad hatte ein großes Schwimmbecken (Kaltwasserbecken) und zwei Flügel mit jeweils zwei kleineren Mineralbädern für Männer und Frauen, diese hatten je zwei Becken, ein großes und ein kleines, Einrichtungen erster und zweiter Klasse, Kabinen, Ruheräume mit Liegen zum Ausruhen nach dem heißen Bad, Arbeitsplätze für die Telliks, zahlreichen Duschen und eine Sauna.

## Mineralwasser

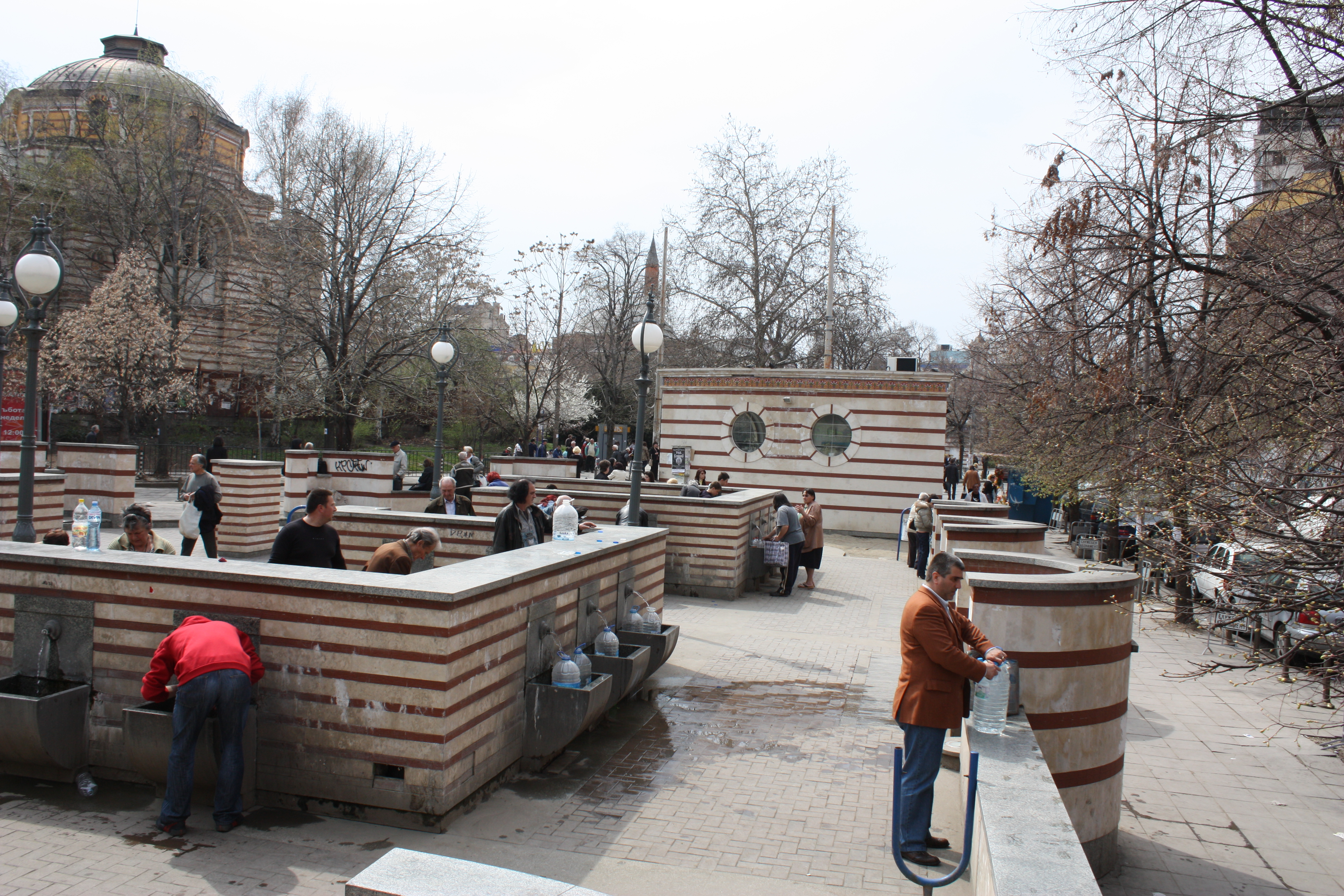
Die neuen Wasserentnahmestellen. Im Hintergrund (links) der Nordflügel des Zentralbades und (in der Mitte) das Minarett der Banja Baschi Moschee

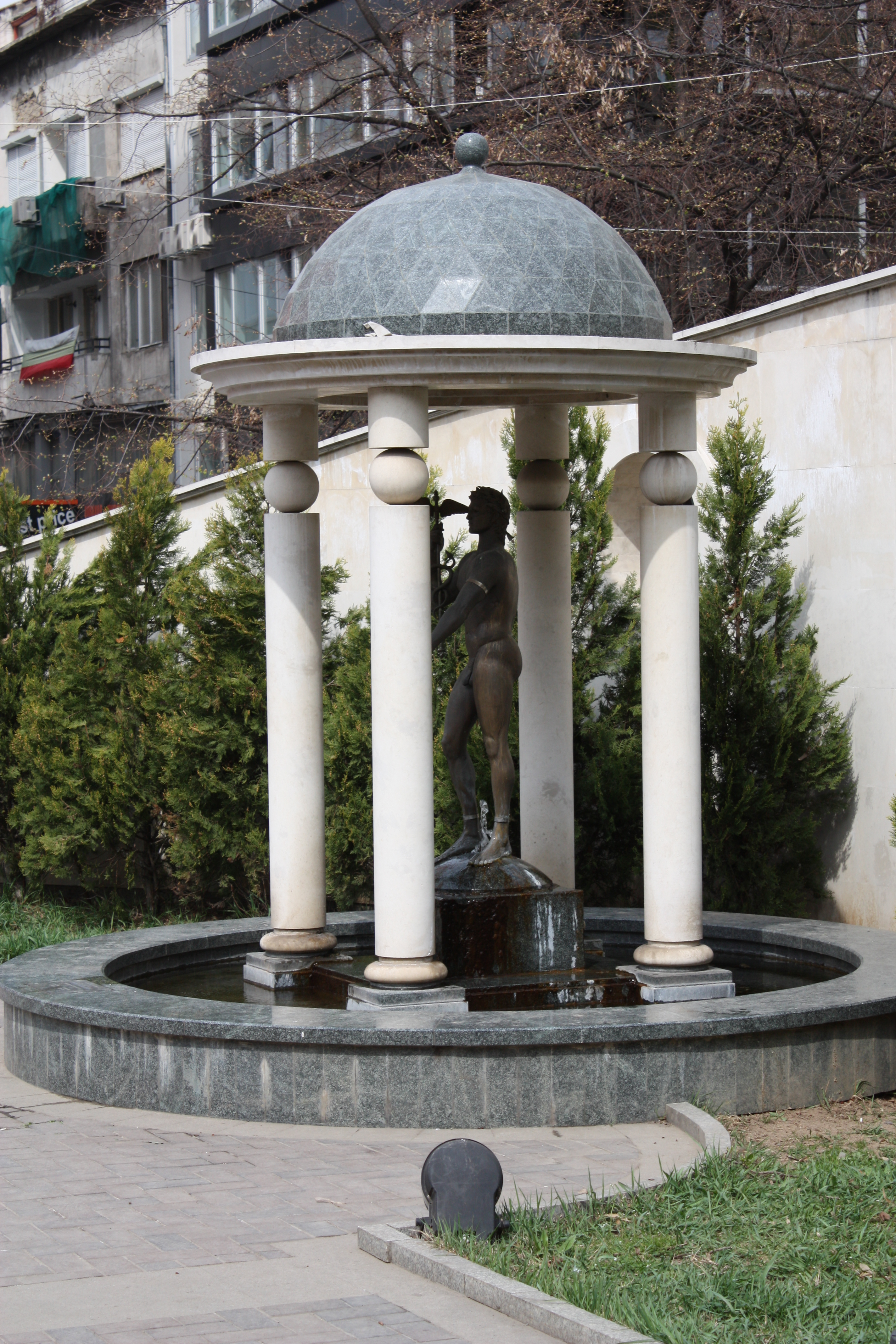
Apollon-Statue

Sofia ist schon seit der Antike für seine zahlreich Mineral- und Thermalquellen bekannt. Diese spielten auch eine wichtige Rolle bei der Gründung und Besiedlung der Stadt (anfangs Serdica, später Sredez, dann Sofia). Bereits zur Römerzeit waren die Heilquellen von Serdica sehr bekannt und wegen ihrer heilenden Wirkung geschätzt. Sie waren mit ausschlaggebend für die Gründung von Serdica an dieser Stelle. In Serdica gab es zur Römerzeit mehrere Bäder, Überreste davon finden sich unter anderem am Platz vor dem Hotel Sheraton und unter der Kathedrale Sweta Nedelja (bulg. Света Неделя).
Der Mineralbrunnen am Zentralbad wurde im 1. Jahrhundert kaptiert (niedergebracht) und diente den Sofiotern bis 1912 als Thermalbrunnen. Das Mineralwasser für den Thermalbrunnen am Zentralbad entspringt mit einer Temperatur von 46 °C südöstlich der Banja-Baschi-Moschee, unter dem Bad-Platz. Die Thermalquelle versiegt jeweils für mehrere Monate bei dem Erdbeben von 1858 und bei den Bauarbeiten im Stadtzentrum in den 1950er Jahren.
In den verschiedenen Sofioter Stadtvierteln gibt es insgesamt 15 Quellen mit einer Gesamtwassermenge von 130 Litern/Sekunde. Außer der Mineralwasserquelle am Zentralbad existieren Mineralquellen in den Stadtvierteln Owtscha kupel, Knjaschewo, Gorna Banja, Bojana und Pantscharewo, deren Benutzung seit der Antike nachgewiesen ist, ebenso in der nahe bei Sofia liegenden Stadt Bankja. Die Einwohner können sich an den frei zugänglichen Brunnen (bulg. чешма/Tscheschma) das Mineralwasser kostenlos abfüllen. Die bulgarische Bezeichnung Tscheschma wird zwar mit Brunnen oder Wasserhahn übersetzt, wobei es sich nicht um einen herkömmlichen Brunnen mit offenem Brunnenschacht handelt, sondern mehr um eine sprudelnde Quelle, bei der das Wasser ständig aus einem Rohr fließt, wie bei einem Trinkbrunnen, auch kleine Trinkfontänen werden als Tscheschma bezeichnet.
Das Mineralwasser der Sofioter Thermalquelle am Zentralbad wird wegen seiner gesundheitsfördernden Wirkung schon seit sehr langer Zeit von den Sofiotern geschätzt. Der Nordflügel des Zentralbades (der linke Flügel – beim Blick auf den Haupteingang) hatte auf der linken Seite, an der Außenseite des Gebäudes, vier Wasserhähne, an denen sich die Sofioter, besonders ältere Menschen, regelmäßig das warme Mineralwasser kostenlos für den Hausgebrauch zapften. Traditionell füllten sie es sich in mitgebrachte kleinere und größere Korbflaschen ab.
Da diese Zapfstellen wegen des Umbaus gesperrt wurden, wurden 2002 auf der anderen Seite der Exarch Josif Straße neue Zapfstellen (Tscheschma – Wasserhähne/Brunnen) gebaut. Die Exarch Josif Straße verläuft nördlich vom geschlossenen Zentralbad. An einer Stelle in diesem dreieckigen Komplex mit 42 Wasserhähnen befindet sich als Verzierung eine überdachte Apollon-Statue, da Apollon als Patron der Medizin und der Heilquellen der Stadt gesehen wird, weswegen er auch im Stadtwappen von Sofia symbolisch vorkommt. Die Statue wird wegen ihres Attributes, das einem Äskulapstab ähnelt, auch mit einer Äskulap-Statue verwechselt. Für diesen kleinen Komplex der Zapfstellen waren der Architekt Stanislaw Konstantinow (bulg. Станислав Константинов) und der Bildhauer Georgi Tschapkanow (bulg. Георги Чапкънов) verantwortlich.
Diese Zapfstellen (Brunnen) werden sehr rege von den Sofiotern genutzt, besonders von älteren Menschen, um ihr heilendes Mineralwasser in mitgebrachte Flaschen und Kanister abzufüllen oder es auch vor Ort zu trinken.
Das Wasser von den Brunnen am Sofioter Mineralbad ist schwach mineralisiert (Mineralgehalt bis 2 g/l), es enthält Hydrokarbonate und Sulfate, hat eine alkalische Reaktion und ist leicht fluoridiert. An Mikroelementen enthält es: Eisen, Aluminium, Mangan, Germanium, Gallium, Titan, Molybdän, Platin, Silber, Kalium, Lithium und Strontium. Es wird zur Behandlung (trinken oder Bäder) folgender Krankheiten eingesetzt:
- Erkrankungen des Stütz- und Bewegungsapparates: Arthritis, Rheumatismus, Osteoporose, Knochenerkrankungen, Erkrankungen der Muskeln und Sehnen. Der Fluoridgehalt macht das Wasser geeignet zur prophylaktischen Anwendung gegen Osteoporose und Karies.
- Erkrankungen des peripheren Nervensystems: chronische Neuralgien, Neuritis, Plexitis, Radikulitis
- Gynäkologische Erkrankungen und Unfruchtbarkeit
- Nieren- und Harnwegserkrankungen: Nierensteine, chronische Pyelonephritis, Niereninsuffizienz, chronische Prostatitis.
- Endokrinologische Erkrankungen: Podagra, Fettleibigkeit
- ebenso bei: Bluthochdruck, klimakterische Beschwerden, leichte Formen der Neurose.

## Bad-Platz
Auf dem Platz neben der Moschee, dem heutigen Bad-Platz (Banski-Platz) wurde der Markt abgehalten. Unter dem Bad-Platz (площад Бански/Ploschtad Banski) liegen archäologischen Überreste aus der römischen Periode von Sofia (damals Serdica). Auch zur osmanischen Zeit befand sich hier der Stadtkern von Sofia. Auf dem Nordwestende des Platzes befindet sich ein kleines mittelalterliches türkisches Bad.
Ein nicht realisiertes Projekt sah 1942 den Bau eines balneologischen Instituts mit angeschlossenem Hotel am Nordostende des Banski-Platzes vor, zwischen der Serdica Straße und der Exarch Josif Straße.
Der Banski-Platz wurde 2003 rekonstruiert und in den architektonischen Zustand um 1940 zurückversetzt, die ursprüngliche Begrünung des Platzes wurde wieder in ihrem historischen Zustand angelegt, einschließlich der Laternen im entsprechenden Stil. Bei der Rekonstruktion des Platzes 2004 wurde ein Springbrunnen, der von 1958 bis 1962 gebaut worden war, ebenfalls wiederhergestellt. Der Springbrunnen war ursprünglich vom Architekten Deltscho Sugarew (bulg. Делчо Сугарев; 1905–1998) entworfen worden und mit Keramiken des in Bulgarien bekannten Künstlers Georgi Bakardschiew (bulg. Георги Бакърджиев; 1899–1972) verziert. Der Springbrunnen verfiel allmählich und wurde 1982 zugeschüttet. Bei der Rekonstruktion des Platzes 2004 wurde der Springbrunnen wiederhergestellt. Die Keramiken für den Brunnen wurden nach alten, erhalten gebliebenen Mustern durch den Künstler Janko Petrow hergestellt.
Die heute nicht mehr vorhandene Handelsstraße (bulg. ул. Търговска/ul. Targowska) verband den Platz vor dem Mineralbad mit dem Platz vor dem Königspalast in Sofia (bulg. Царски дворец). Nach der amerikanischen Bombardierung von Sofia war die Handelsstraße fast völlig zerstört. Beim sozialistischen Umbau des Sofioter Zentrums wurde sie dann beseitigt, an ihrer Stelle befinden sich heute das ZUM, der bulgarische Ministerrat, das ehemalige Parteihaus der BKP und der Präsidentensitz.
Die erste elektrische Straßenbahnlinie in Sofia führte vom Hauptbahnhof, vorbei an der Löwenbrücke und dem Bad-Platz mit dem Zentralbad zum heutigen Slawejkow Platz, sie wurde am 1. Januar 1901 eröffnet.